# Мария Клевска
Мария Клевска (на френски: Marie de Clèves; * 19 септември 1426, Херцогство Клеве, Бранденбург-Прусия; † 23 юли 1487, Пикардия) от род Дом Ламарк, е чрез женитба херцогиня на Орлеан (Duchess d’Orléans). Майка е на френския крал Луи XII.

## Произход и брак
Мария е най-малката дъщеря на херцог Адолф II фон Клеве (1373 – 1448) и съпругата му Мария Бургундска (1393 – 1463), дъщеря на херцог Жан Безстрашни и Маргарета Баварска от Щраубинг-Холандия.
На 6 ноември 1440 г. 14-годишната Мария Клевска се омъжва в Сент Омер за 46-годишния Шарл Орлеански (1394 – 1465), херцог на Орлеан, член на кралския дом Валоа, най-възрастният син на херцог Луи Орлеански и Валентина Висконти, дъщеря на херцог Джан Галеацо Висконти от Милано. Тя е третата му съпруга. Бракът им е щастлив и след 16 години бездетство, те имат три деца.

## Деца
- Мария (1457 – 1493), брак през 1476 година с Жан дьо Фоа (1450 – 1500), граф на Етамп, виконт на Нарбона
- Луи XII (1462 – 1515), херцог на Орлеан и по-късно крал на Франция
- Ана (1464 – 1491), абатеса на Фонтевро (1477 – 1491)